# Katuński Rezerwat Biosfery
Katuński Rezerwat Biosfery (ros. Государственный природный биосферный заповедник «Катунский») – ścisły rezerwat przyrody (zapowiednik) w południowej części Republiki Ałtaju w Rosji. Znajduje się w rejonie ust-koksińskim, a jego obszar wynosi 1 516,64 km². Rezerwat został utworzony dekretem rządu Rosyjskiej Federacyjnej Socjalistycznej Republiki Radzieckiej z dnia 25 lipca 1991 roku. W 1998 roku wspólnie z Ałtajskim Rezerwatem Biosfery został wpisany na Listę Światowego Dziedzictwa UNESCO pod nazwą „Złote góry Ałtaju”. W 2000 roku otrzymał status rezerwatu biosfery UNESCO. Dyrekcja rezerwatu znajduje się w miejscowości Ust´-Koksa.

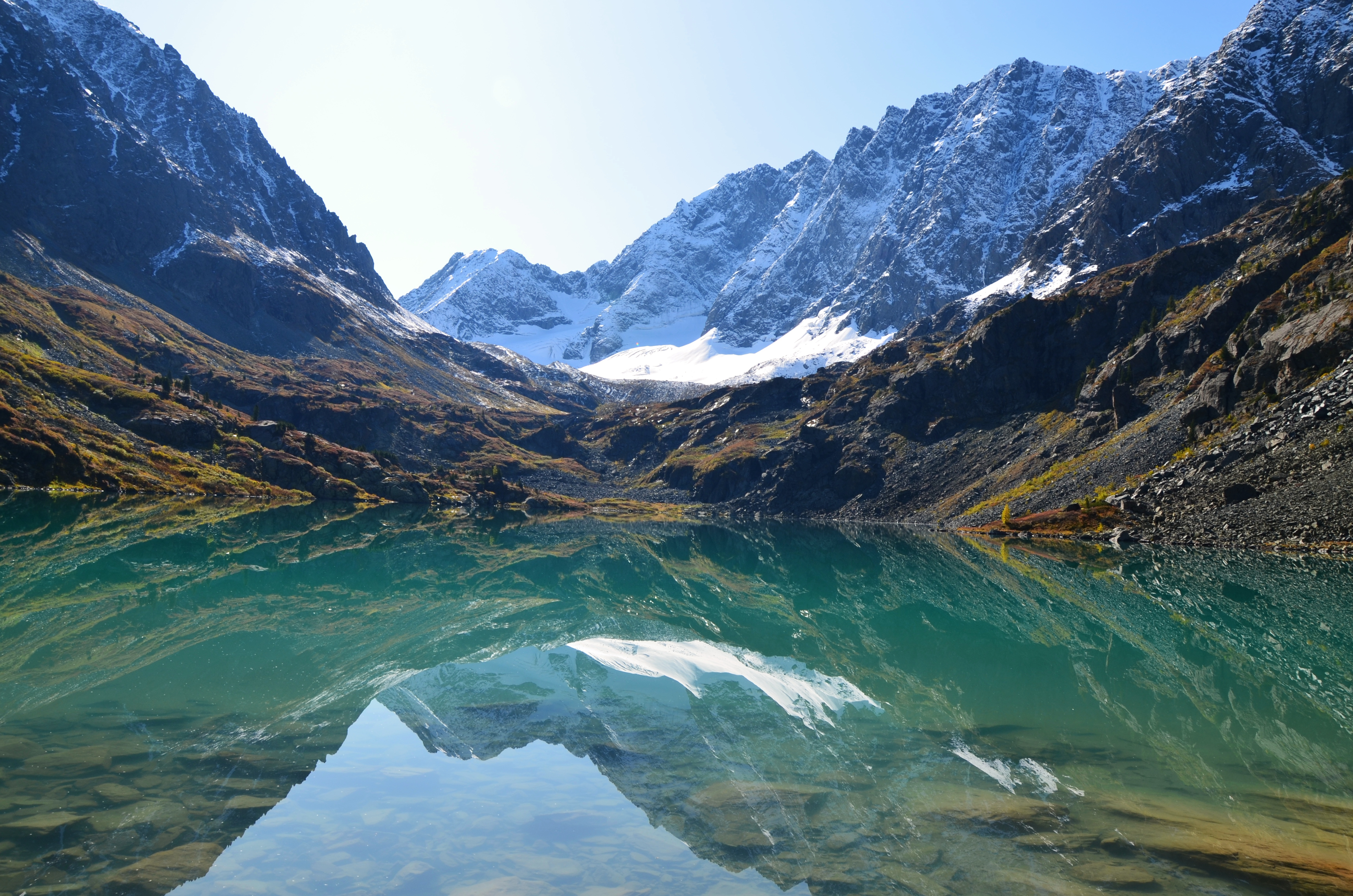
Jezioro Kujguk

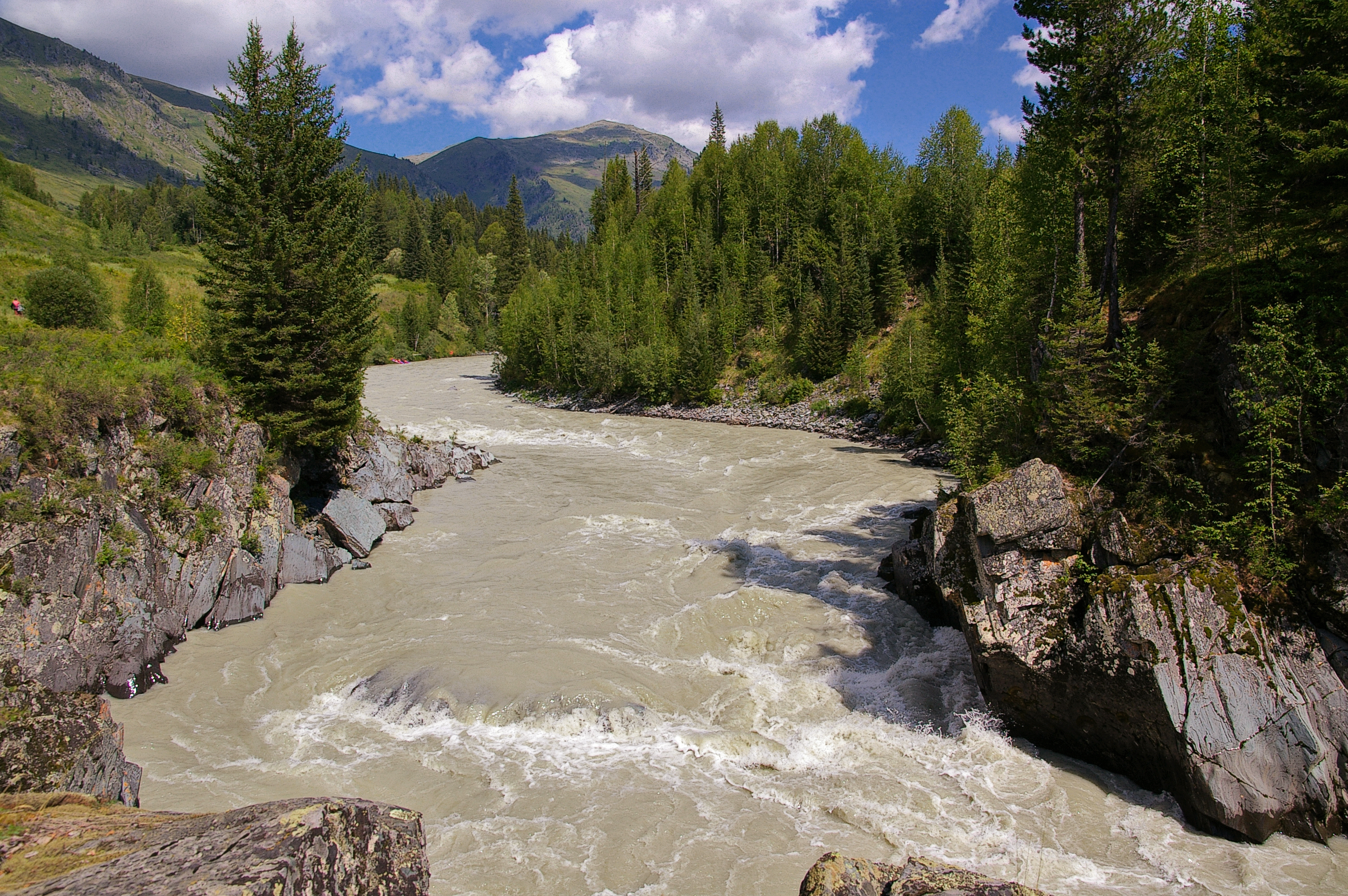
Rzeka Katuń

## Opis
Rezerwat zajmuje większą część najwyższego pasma górskiego Ałtaju – Gór Katuńskich i jest położony na wysokościach od 1300 m n.p.m. do 3280 m n.p.m. Najwyższy szczyt Ałtaju Biełucha (4506 m) znajduje się w strefie ochronnej rezerwatu.
Wyższe partie gór pokryte są lodowcami i polami śnieżnymi. Niżej znajduje się piętro alpejskie oraz łąki subalpejskie. W głęboko wciętych dolinach dominują lasy. Na terenie rezerwatu znajduje się 135 jezior. Są tu źródła jednej z największych rzek Ałtaju, rzeki Katuń.

## Flora
Lasy w rezerwacie tworzą jodły syberyjskie, sosny syberyjskie i świerki syberyjskie z udziałem modrzewia syberyjskiego i brzozy brodawkowatej. W dolinie rzeki Katuń występują lasy modrzewiowe. Na terenie rezerwatu występuje ponad 30 roślin rosnących tylko w górach południowej Syberii i północnej Mongolii. Są to m.in. czosnek Ledeboura (Allium ledebourianum), tojad Kryłowa (Aconitum krylovii), gatunek siekiernicy Hedysarum neglectum, przymiotno ałtajskie, saussurea Frołowa.

## Fauna
Faunę w rezerwacie reprezentuje 56 gatunków ssaków, 161 gatunków ptaków, 3 gatunki gadów, 2 gatunki płazów i 8 gatunków ryb.
Ptaki to m.in.: nur czarnoszyi, bocian czarny, gęś zbożowa, orzeł przedni, ułar ałtajski, dziwonia duża, kormoran zwyczajny, błotniak stepowy, orłosęp, sęp kasztanowaty, orlik grubodzioby.
Z ssaków w rezerwacie żyją m.in.: irbisy śnieżne, koziorożce syberyjskie, piżmowce syberyjskie, wydry europejskie, łosie euroazjatyckie, rysie euroazjatyckie, wilki szare, rosomaki tundrowe, niedźwiedzie brunatne, borsuki azjatyckie, sobole tagowe, świstaki syberyjskie, szczekuszki ałtajskie.

## Klimat
Klimat rezerwatu jest kontynentalny. Średnia temperatura stycznia to od minus 21 ºС do minus 23 ºС, średnia temperatura lipca w wyższych partiach gór waha się od +4 ºС do +6 ºС, a w dolinach od +15 ºС do +17 ºС.